# 김만술
김만술(金萬述, 1929년 10월 28일 ~ 1991년 5월 28일)은 대한민국의 군인이다. 1947년 6월 대한민국 육군에 입대하였고 한국전쟁 중 베티고지 전투에서 1개 소대 병력으로 중공군 2개 대대 병력을 막아낸 전과를 올렸다. 전쟁 이후 그 공로를 인정받아 태극무공훈장과 미국 수훈십자장을 수여받았으며 1961년 대한민국 육군 대위로 예편하였다.

## 생애

### 한국전쟁 이전
김만술은 1929년 10월 28일 경상남도 함안군 칠서면에서 태어나 일본 오사카공업전문학교를 졸업하고 광복 이후 귀국하여 1947년 6월 조선경비대 병으로 입대하였고 부산 주둔 제5연대 소속 기관총 사수로 근무하였다. 1948년 10월 여수·순천 반란 진압 작전에 참가하였고 그 해 12월에는 지리산 공비토벌작전에 참전하여 왼쪽 가슴에 관통상을 입었다. 1949년 8월에는 동해안 공비토벌작전에 참가하여 경상북도 청송에서 일어난 전투에서 우측어깨와 하복부에 총상을 입고 안동 도립병원에 입원하였다.

### 한국전쟁
1950년 6월 25일 전쟁 발발 직후  2등중사였던 김만술은 26일부터 의정부 전투에 참전하였다.  당시 육군참모총장이었던 채병덕 장군으로부터 현장에서 소대장으로 임명되어 창동방위선, 미아리전선, 삼각산 등에서 전투를 치렀다. 이후 후퇴를 거듭하며 수원과 대전 방어전투에 참가하였고 낙동강 전선의 다부동 전투에서는 수류탄과 총검을 사용한 적과의 10여회의 공방전 끝에 300고지를 사수하였다.
낙동강 전투 이후에는 팔공산 전투에 참가하였고 인천상륙작전이 펼쳐질 무렵 제1사단 11연대 기갑소대의 박격포 교관으로 임명되어 2주 간의 박격포 교육울 시행하였다. 또한, 당시 교육 대장의 명령으로 기마대를 조직하였으나 별다른 성과 없이 얼마 안되어 해체되었다.
38선 돌파 이후 평양 탈환 전투에서 활약하였고 중공군 개입 이후 중공군과의 전투 도중 9주간의 하사관 전투교육을 위해 하사관학교로 차출되어 보내졌다. 이후 여러곳으로 전출되어 계속 전투를 하던 중 과거 공비토벌작전의 경험이 많은 연유로 호남지역의 공비토벌작전 부대로 차출되었다. 성공적으로 토벌작전을 끝낸 후 본대로 복귀하여 1사단 현지 임관시험에 응시하였고, 베티고지 전투 하루 전인 7월 14일 합격판정을 받아 1사단 11연대 2대대 8중대 특무상사에서 2대대 6중대 2소대장으로 부임하였다.

### 베티고지 전투

#### 전투 배경
베티고지는 경기도 연천군에 위치하여 대한민국 육군 제1사단 제11연대의 전초기지로서 휴전협정을 앞두고 지리적 중요성으로 인해 지속적인 혈투가 계속되었다. 만약 베티고지를 사수하지 못할 경우 주저항선에서 임진강 남쪽으로 2마일 이상이 비무장지대로 결정되는 상황이었다. 
베티고지는 주전선에서 가장 북쪽에 위치하고 있었고 임진강이 허리띠처럼 두르고 있었다. 따라서 적의 제1 공격목표가 되었으며 지형적 특성상 대규모 병력을 투입하는 데 제한이 있었다. 처음에는 많은 병력이 투입되었지만 피해를 최소한으로 줄이기 위해 중대 병력을 정예병들로 구성된 소대 병력으로 대체하여 고지에 배치하였고 여기에 김만술 소위의 2대대 6중대 2소대가 선정되었다.

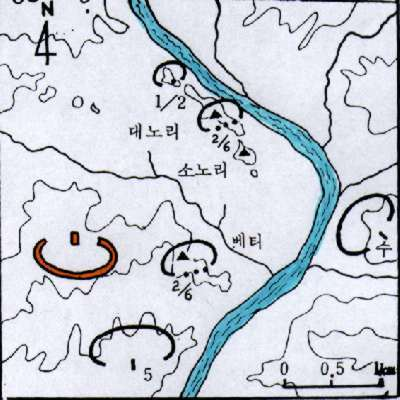
베티고지 작전도

1953년 7월 15일 12시 정각, 중대장으로부터 전초기지 교대명령을 받은 김만술 소위는 35명의 소대원들을 이끌고 임진강변으로 향했다. 아군의 지원포사격을 받으며 6명이 탈 수 있는 고무보트를 이용하여 수차례에 걸쳐 도하작전을 착수했다. 이때 중공군의 포격으로 소대원 1명이 부상을 당했으나 15시 30분경 도하에 성공하여 베티고지 중앙봉에서 7중대 1소대와 진지를 교대하였다.

#### 전투 과정
김만술 소위는 도하에 성공한 이후 전면 능선에 2개 분대, 다음 뒷편 우측 능선에 1개 분대를 각각 배치하였다. 17시 30분경 대대장 김봉건 중령으로부터 공격 명령을 받은 김만술 소위는 전면 능선에 배치한 2개 분대 중 1개 분대를 지휘하여  중공군이 점령하고 있는 서봉을 공격하기 시작했다. 서봉 동북쪽 기슭으로 전진하여 적을 격퇴하고 8부능선까지 전진하였을 때 고지 중간에 매복해있던 적의 공격을 받아 소대원 2명이 전사하고 포위 상태에 빠졌으나 이를 구하기 위해 중앙봉의 소대 일부 병력이 출동하여 적을 격퇴하고 함께 중앙봉으로 복귀하였다.
7월 15일 20시 10분경, 중공군이 베티고지 중앙봉을 공격하기 시작했다. 김만술 소위는 전방 20미터까지 적을 유인한 후 일제히 수류탄과 기관총 및 소총으로 적을 공격하였다. 중공군은 잠시 퇴각하였다가 다시 1개 중대 병력으로 시체를 방패삼아 공격을 개시했다. 소대는 다시 수류탄을 던지며 적의 공격을 막아냈다.
22시경 중공군은 기존의 파상공격 대신 병력을 여러 소대로 나누어 전투병력을 자주 교체해가며 공격을 시작했다. 적이 진지까지 돌격해 들어오자 이등중사 박종수가 호밖으로 뛰어나가 적을 총검으로 처치하자 이를 본 소대원들도 함께 백병전과 육박전을 벌이며 적을 막아내는 데 성공했지만 적의 수류탄 공격으로 위생병을 포함한 2명이 전사하였고 무전기가 파괴되어 중대본부와의 연락이 두절되었다.
24시경 김만술 소위는 통신병 이강로 하사를 중대본부로 보내, 전황보고와 통신망 복구를 요청하였고 대대장은 즉시 대대통신병 4명을 파견하여 7월 16일 2시 30분경 대대지휘소와의 통신을 개통하였다.
04시경 중공군은 다시 서쪽과 서북쪽에서 소대병력으로 공격을 시작하였다. 이에 소대는 포격지원을 요청하고 호 속에서 수류탄전을 실시하였다. 포격에 중공군이 잠시 물러갔으나 1시간여가 지난 후 중대 규모 이상의 병력으로 다시 공격하였다. 절반 정도로 줄어든 소대원들과 함께 김만술 소위는 교통호에서 수류탄과 백병전으로 이를 저지하였으나 수적 열세로 점점 전세가 불리해져 포위를 당하자 전소대원을 호 속으로 대피시키고 진내사격을 유도하였다. 날이 밝자 적은 북쪽으로 철수하였다.
06시 40분경 적은 짙은 안개를 이용하여 다시 공격을 개시하였다. 소대는 수류탄을 투척하고 치열한 백병전을 전개하여 진지를 사수하였고 적은 퇴각하였다. 08시경 소대는 6중대 3소대와 임무를 교대하고 복귀하였다.

#### 전투 결과
김만술 소대는 약 13시간 동안 19차례에 걸친 공방전 끝에 중공군 제1사단의 3개대대 병력으로부터 베티고지를 사수하였다. 중공군 피해는 전사 314명, 부상(추정)450명, 포로 3명 등 발생했고, 아군 피해는 전사 24명이었다. 김만술 소대장을 비롯하여 12명은 생환했다.
적의 매복사격으로 인한 부상을 무릅쓰고 본부로 뛰어가 전황보고와 통신시설복구를 감행한 이강로 하사에겐 충무무공훈장, 각 분대의 분대장인 김순구 중사와 김흥규 중사는 화랑무공훈장을 수여받았고 김만술은 이 전공으로 후일 한국과 미국의 최고무공훈장인 태극무공훈장 및 십자훈장을 수여 받았다.

### 전쟁 이후
정전 협정 6개월 후 육군보병학교 초등군사반 78기로 입교하여 16주간의 교육을 마친 뒤 정래혁 장군의 특명으로 3년간 기간장교겸 구대장, 출납관으로 근무하였다. 1958년 4월 다시 1사단 11연대에서 돌아가 복무를 하던 중 실탄사격훈련을 위해 사격장으로 트럭을 타고 이동하다 언덕 아래로 굴러 떨어지는 큰 사고를 당해 척추신경이 손상되어 하반신이 마비되었다. 결국 1961년 8월 31일 육군 대위로 예편하였다.

#### 동양공과 기술학교 설립
전역 후 농민들의 자녀와 고아원에 있는 학생들을 위해 1962년 6월 20일 경기도 부천군 소사읍 소사리 130번지에 동양 공과 기술 학교를 설립하였다. 그는 학교의 이사장으로서 직접 교단에 서서 학생들을 가르치기도 했으며 재정난을 해결하기 위해 군수사령부의 오물처리권을 양도받고 미8군으로부터 원조를 받는 등의 노력을 하였다. 그 결과 학교대지 2272평, 교사 10명, 학생 210명의 규모까지 학교를 확장하였다. 그러나 1974년, 결국 자금난의 이유로 학교는 문을 닫게 된다.

#### 상이용사촌 건립
1970년대 당시에는 강매나 무단취식을 일삼는 일부 사람들로 인해 사회적으로 상이용사에 대한 인식이 좋지 못했다. 따라서 상이용사들은 집단촌의 성격을 띤 용사촌에 모여 살면서 공장일을 하는 등 재기하기 위해 노력하였다. 김만술 역시 신대방동 재활 용사촌에서 군부대에 양말을 납품하는 공장에서 일하였고, 1977년 7월 시흥 상이군경용사촌 회장직을 맡아 시흥에 있는 상이군경용사촌을 서울 문정동으로 이전하여 새로운 용사촌을 건립하였다.
1979년에는 대한상이군경회 이사로 활동하며 참전자의 복지향상에 힘썼으며 1981년에 제12대 국회의원 선거에 출마하였지만 낙선하였다.

### 사망
1990년 7월 전쟁 때 생긴 상처가 재발하여 서울 중앙보훈병원에 입원하였고 3회이 걸친 다리 절단 수술을 받았으나 패혈증 악화로 11개월의 장기투병 끝에 결국 1991년 5월 28일 향년 62세를 일기로 타계하여 국립서울현충원에 안장되었다.

## 상훈
1950년 금성화랑무공훈장
1953년 금성충무무공훈장
1954년 금성태극무공훈장, 미국십자무공훈장
1955년 미일군단장 공로표창장
1956년 대한민국 방위표창장

## 기념과 추모

### 영화 '격퇴(우리는 이렇게 싸웠다)'
베티고지 전투를 소재로 한 1956년에 제작된 이강천 감독의 영화이다. 1955년 김만술은 당시 육군참모총장이었던 정일권 장군으로부터 반공영화 제작의 협조를 제의받았다. 김만술을 위주로 작품을 구성하려는 시나리오 작가와 이를 반대하는 김만술 사이의 갈등이 있었지만 결국 작가의 재량에 맡겨 작품을 쓰기로 하고 김만술의 의사를 최대한 반영하는 방향으로 합의를 했다.

### 김만술 상사 전적지
경기도 연천군 왕징면 고장리 베티고지에 위치해 있으며 베티고지 전투를 기념하기 위한 전적지이다. 현재 비무장 지대에 위치해 있어 직접 방문하는 것은 제한되지만 태풍전망대에서 이를 관측할 수 있다.

### 소위 김만술상
파주시 파주읍 봉서리 통일공원에 위치해 있으며 베티고지 전투에서 전공을 세운 김만술 소위를 추모하기 위해 건립되었다. 1996년 12월 4일 흉상이 건립되었으며 상이군경회 파주시지회에서 관리하고 있다.

### 그 외 흉상
- 1999년 전쟁기념관의 호국인물 현양사업의 일환으로 김만술 육군 대위 흉상이 제작되었다.
- 2016년 육군부사관학교에 연제근 상사의 흉상과 함께 김만술 특무상사의 흉상이 세워졌다.
- 2019년 페루 육군사령부에 김만술 대위 흉상이 설치되었다.

## 이달의 호국 인물 선정
- 2000년 5월
- 2013년 5월
- 2021년 6월
- 2012년 5월의 6.25 전쟁영웅으로 선정

## 같이 보기
- 6.25 전쟁
- 베티고지 전투
- 이달의 호국 인물
- 대한민국 상이군경회

## 참고 문헌
『나는 이렇게 싸웠다』(김만술,교육평론사,1971)
『김만술대위 전공기』베티고지 영웅(육군본부,1988)